# Renantanda
× Renantanda, (abreviado Rntda.) en el comercio, es un híbrido intergenérico que se produce entre los géneros de orquídeas Renanthera y Vanda (Ren. x V.).	Sus plantas madres están ambas en peligro de extinción, y sus lugares de reproducción separados, por lo que este híbrido es increíblemente raro. Por ello, es altamente comercializable, y se recoge por floristas profesionales y aficionados por igual.